# Северо-Кавказской Зональной Опытной Станции ВНИИЛР
Северо-Кавказской Зональной Опытной Станции ВНИИЛР — посёлок в Динском районе Краснодарского края.
Входит в состав Васюринского сельского поселения.
ВНИИЛР — Всесоюзный научно-исследовательский институт лекарственных растений.

## Население
| 2002 | 2010 |
| ---- | ---- |
| 71   | ↗84  |